# Real Valladolid
Real Valladolid Club de Fútbol, S.A.D. este un club de fotbal din Valladolid, Spania, care evoluează în Segunda División. Meciurile de acasă le susține pe stadionul José Zorrilla cu o capacitate de 26.512 de locuri.

## Lotul actual
La 1 august 2025.
| Nr. |            | Poziție | Jucător                                      |
| --- | ---------- | ------- | -------------------------------------------- |
| 3   | Spania     | F       | David Torres                                 |
| 4   | Ungaria    | M       | Tamás Nikitscher                             |
| 5   | Spania     | F       | Javi Sánchez (căpitan)                       |
| 7   | Senegal    | A       | Mamadou Sylla                                |
| 9   | Brazilia   | A       | Marcos André                                 |
| 13  | Portugalia | P       | Guilherme Fernandes (împrumutat de la Betis) |
| 14  | Spania     | A       | Juanmi Latasa                                |
| 17  | Croația    | A       | Stipe Biuk                                   |
| 18  | Venezuela  | M       | Darwin Machís                                |
| 19  | Senegal    | M       | Amath Ndiaye                                 |
| 21  | Maroc      | M       | Selim Amallah                                |
| 24  | Croația    | M       | Stanko Jurić                                 |
| 27  | Spania     | F       | Iván Garriel                                 |

| Nr. |        | Poziție | Jucător         |
| --- | ------ | ------- | --------------- |
| 28  | Spania | M       | Chuki           |
| 29  | Spania | A       | Adrián Arnu     |
| 34  | Spania | M       | Mario Maroto    |
|     | Spania | P       | Álvaro Aceves   |
|     | Spania | F       | Guille Bueno    |
|     | Maroc  | F       | Mohamed Jaouab  |
|     | Spania | F       | Pablo Tomeo     |
|     | Spania | F       | Trilli          |
|     | Spania | M       | Víctor Meseguer |
|     | Franța | M       | Julien Ponceau  |
|     | Spania | A       | Iván Alejo      |
|     | Spania | A       | Jorge Delgado   |